# Apolinar de Alejandría
Apolinar de Alejandría fue un presbítero, gramático y autor dramático del siglo IV.
Conocido como Apolinar el Viejo para distinguirlo de su hijo de Apolinar de Laodicea, colaboró con este en la elaboración de unos poemas épicos basados en la biblia para así reemplazar los libros de literatura griegos cuando el emperador Juliano prohibió a los cristianos la asistencia a las escuelas públicas y el estudio de la literatura griega.
Fue autor de numerosas obras de las que sólo se conservan una tragedia titulada Padecimientos de Cristo y una obra lírica conocida como La interpretación de los salmos.
- Datos: Q2696474